# Casa al carrer Fontanella i carrer Fluvià (Olot)
La casa al carrer Fontanella i carrer Fluvià d'Olot (Garrotxa) és una obra inclosa a l'Inventari del Patrimoni Arquitectònic de Catalunya.

## Descripció
És una casa en xamfrà amb teulat a quatre vessants, sostingut per bigues de fusta que surten a l'exterior. Disposa de planta i dos pisos. L'ordenació de la façana i de les obertures es va fer seguint un eix de simetria central; aquestes darreres estan decorades amb guardapols d'estuc. Dues portes, una d'elles ornada amb fullatges i pinyes, donen accés a l'edifici.

## Història
Durant la segona meitat del segle xix a Olot continuaven les vicissituds bèl·lico-polítiques i els voltants i les alçades de la vila foren fortificats. Aquests esdeveniments van determinar una forta davallada de la població. Mentrestant, a la vila i comarca es va generar un fort nucli industrial al costat del riu Fluvià. Constructivament és el moment en què es tiren endavant dos grans projectes: la plaça Clarà i el passeig de Barcelona. Pel que fa al creixement urbà destaquen les zones de Sant Roc, la plaça Palau, el Firal i la construcció de les fileres de cases del carrer Mulleres i adjacents.